# Ted Fujita
Tetsuya Theodore "Ted" Fujita (藤田 哲也, Fujita Tetsuya, 23 de outubro de 1920 – 19 de novembro de 1998) foi um proeminente pesquisador de tempestades severas nipo-estadunidense. Seu pesquisa na Universidade de Chicago sobre tempestades severas, tornados, furacões e tufões revolucionou o conhecimento desses fenômenos. Embora seja mais conhecido por criar a Escala Fujita de intensidade e danos de tornados, ele também cunhou os termos downbursts and microbursts e foi uma figura importante no entendimento moderno de muitos fenômenos de tempo severo e de como eles afetam pessoas e comunidades, especialmente através de seu trabalho que explora a relação entre velocidade do vento e danos.